# قسم الإخوة هوراس
قَسَم الإخوة هوراس (بالفرنسية: Le Serment des Horaces) هي لوحة كبيرة من الفنان الفرنسي جاك لوي ديفيد رسمها عام 1784م، وتعرض حاليًا في متحف اللوفر في باريس، أصبحت اللوحة على الفور ناجحة نجاحًا كبيرًا مع النقاد والجمهور، ومازالت من أفضل اللوحات المعروفة بالأسلوب الكلاسيكي الجديد.
تصور اللوحة مشهدًا من الأسطورة الرومانية التي تحكي عن نزاع بين مدينتان متحاربتان في القرن السابع قبل الميلاد، روما وألبا لونجا، وتأكد على أهمية حب الوطن والتضحية الرجولية بالنفس لأجل البلاد التي ينتمي لها الفرد.
وافقت المدينتان على أن يختاروا ثلاثة رجال من كل مدينة، بدلًا من أن يرسلوا  جنودهم للحرب وسيكون الطرف الفائز في القتال منتصرين لمدينتهم، فمن روما وافق ثلاثة إخوة من عائلة رومانية تدعى هوراس على أن ينهوا الحرب بمقاتله ثلاثة إخوة من عائلة من ألبا لونجا تدعى بالكورياتي، تُظهر اللوحة الإخوة الثلاثة الذين يبدون مستعدين للتضحية بحياتهم في سبيل روما يحيُّون أباهم وهو يمد سيوفهم اليهم، سيبقى أخ واحد من أصل الثلاثة على قيد الحياة بعد المواجهة، ولكن سيكون الأخ الناجي هو القادر على قتل المقاتلين الثلاثة من ألبا لونجا بحيث أنه سيسمح لهم بملاحقته مما سيتسبب بتفرقهم، ثم بدوره سيقتل كل شقيق كورياتي.
بعيدًا عن تصوير الإخوة الثلاثة، يعرض ديفيد في الزاوية السفلى اليمنى امرأة جالسةً باكية تدعى كاميلا وهي أخت للإخوة هوراس وأيضا خطيبة أحد مقاتلي كورياتي، فهي تبكي لإدراكها بأنه مهما آلت إليه الأحداث فإنها ستفقد شخصًا تحبه.
المصادر الرئيسية للقصة خلف قسم دافيد هم الكتاب الأول من ليفي (الأقسام 24-26) والذي وضعه ديونيسيوس في الكتاب 3 عن الآثار الرومانية، ولكن اللحظة المصورة في لوحة دافيد هي اختراعه الخاص، أدت اللوحة إلى انتشار التحية الرومانية. أصبحت اللوحة النموذج المثالي للفن الكلاسيكي الجديد، وزادت اللوحة من شهرة ديفيد ليصبح لديه طلاب يتعلمون على يده.

## التكليف بالعمل
فاز ديفيد بجائزة روما بلوحته «ايراسيستراتوس يكتشف سبب مرض أنتيوكوس» عام 1774 مما سمح له بالبقاء لمدة خمس سنوات (1775-1780) في روما من  قبل الحكومة الفرنسية، وخلال عودته لباريس قام بعرض أعماله والتي أعجب بها ديدرو كثيرًا، كان نجاحها مدويًا حتى أن ملك فرنسا لويس السادس عشر سمح له بالبقاء في متحف اللوفر والذي يعتبر شرف يبتغيه كل فنان بشدة، وهناك قابل بيكول مقاول المباني الفعلية وابنته التي تزوجها لاحقًا، طلب مساعد الملك تشارلز كلود فلاهاوت دي لا بيلاديري من ديفيد العمل على لوحة قسم الإخوة هوراس بقصد أن تكون رمزًا للوفاء للدولة وبالتالي للملك، ومع ذلك غير ديفيد المشهد المتفق عليه ورسم هذا المشهد بدلًا من ذلك، لم تكتمل اللوحة في باريس بل في روما حيث قام طالبه جان جيرمان درويس بزيارته والذي فاز بجائزة روما بنفسه مؤخرًا، في النهاية تظهر صورة ديفيد نظرة مستقبلية متأثرة كثيرًا بأفكار التنوير وساهم ذلك بالنهاية في الإطاحة بالملكية، ومع اقتراب الثورة الفرنسية أشارت اللوحات بشكل متزايد إلى الولاء للدولة بدلًا من العائلة أو الكنيسة، تعكس لوحة قسم الإخوة هوراس التي رسمت قبل خمس سنوات من الثورة التوترات السياسية في تلك الفترة.
في عام 1789 رسم ديفيد لوحته «الليكتور يعيدون لبروتوس جثث أبنائه» والتي كانت أيضا طلب ملكي، بعدها بفترة قصيرة ذهب الملك إلى السقالة المتهمة ايضًا بالخيانة كأبناء بروتوس، وبتصويت الفنان في الجمعية الوطنية التي دعمت إعدام لويس السادس عشر.

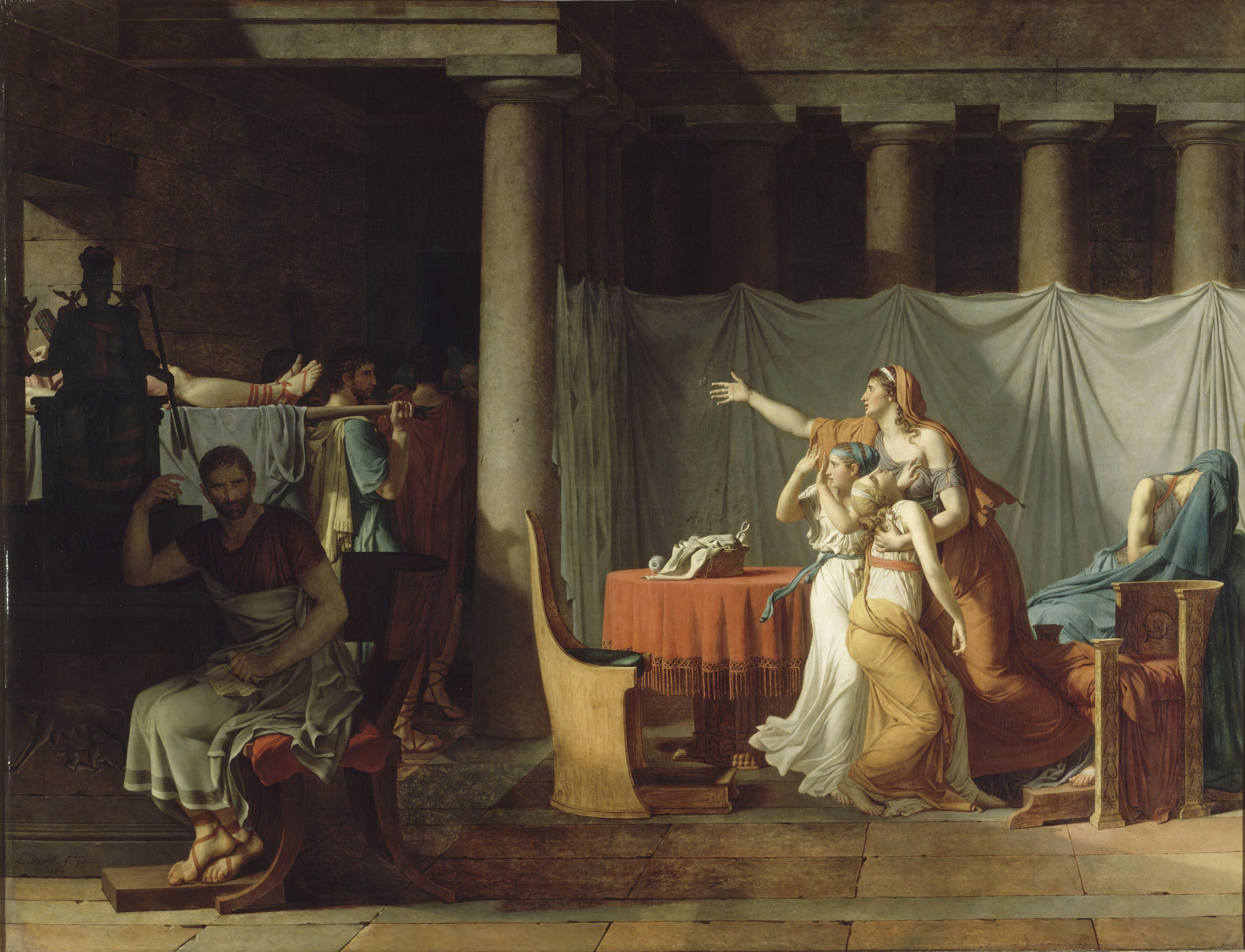
لوحة ديفيد "الليكتور يعيدون لبروتوس جثث أبنائه" عام 1789م.

## الموضوع الرمزي

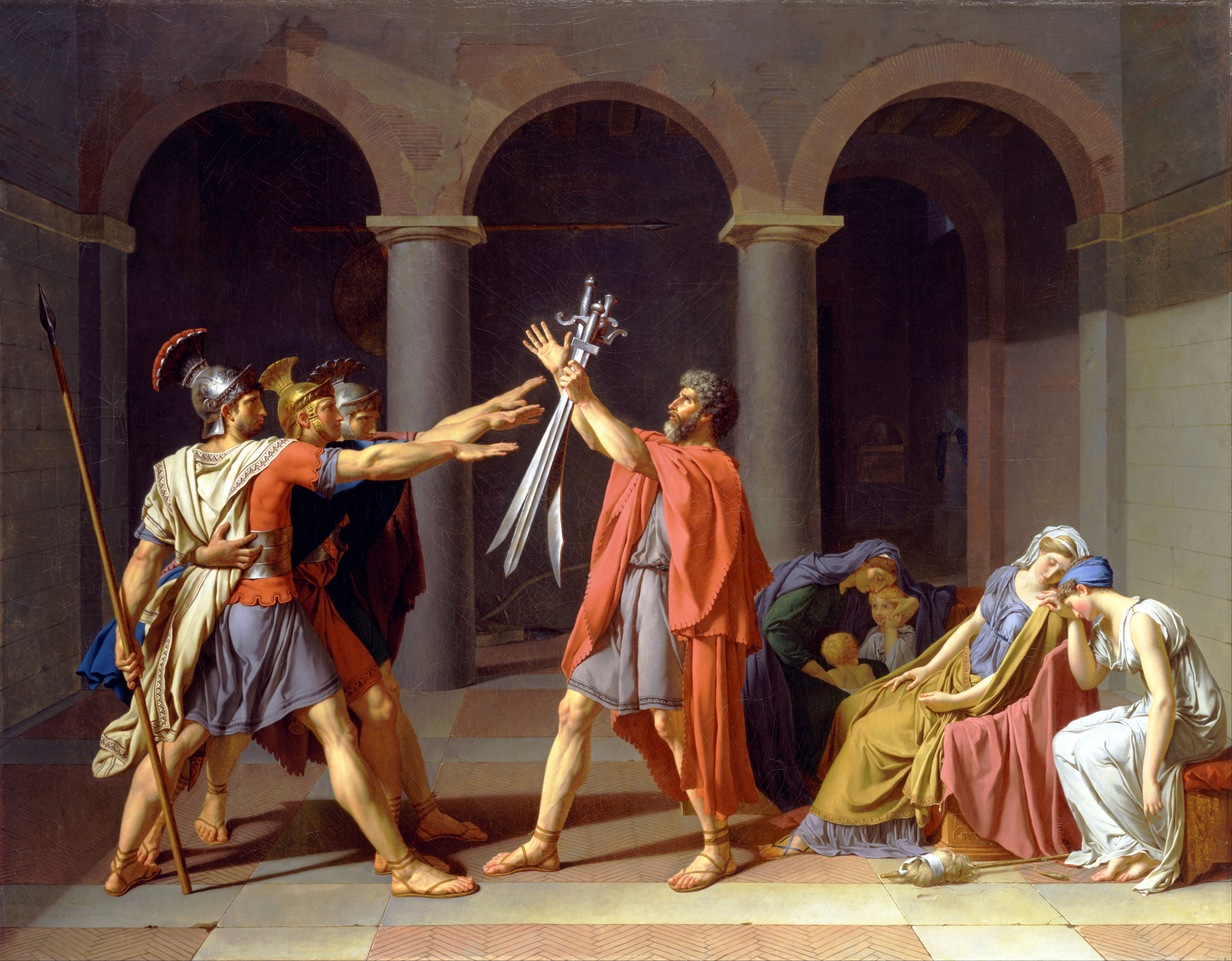
نسخة ثانية مصغرة من لوحة قسم الإخوة هوراس رسمها ديفيد وطالبه جيروديت عام 1785م، توجد الآن في توليدو، أوهايو

تصور اللوحة العائلة الرومانية هوراس التي تم اختيارها وفقًا لتيتوس ليفيوس أب أوربي كونديتا (من مؤسسي المدينة) لمبارزة طقسية ضد ثلاثة أعضاء من الكورياتي وهي عائلة من ألبا لونجا لتصفية الأمور بين الرومان والمدينة الأخرى.
بينما كانت الثورة الفرنسية تلوح في الأفق، كثرت اللوحات التي تشجع على الوفاء للدولة بدلًا من العشيرة أو رجال الدين، أصبحت لوحة قسم الإخوة هوراس واحدة من الصور التي تعرّف ذلك الوقت مع أنها رُسمت قبل الثورة في فرنسا بأربعة سنوات، ففي اللوحة يُظهر الإخوة الثلاثة وفائهم وتضامنهم مع روما قبل المعركة بدعم تام من أبيهم، فهؤلاء رجال مستعدين ليسلموا حياتهم طوعًا بدافع الواجب الوطني، فبنظرتهم الحازمة وأطرافهم الممدودة هم حصونٌ للوطن وهم الرمز الأسمى للفضيلة في روما، بوضوح هدفهم الذي يعكسه استخدام ديفيد للتباينات اللونية البسيطة والقوية مما يضفي على اللوحة ورسالتها حول نبل التضحية الوطنية حدة كهربائية، وهذا كله على النقيض للنساء  ذوات القلب الرقيق اللاتي يبكين وينوحنّ منتظرات نتيجة المعركة.
تظهر الأم والأخوات مرتديات ملابس من حرير والملامح الحزينة الناعمة باديةً على وجوههم، كان سبب يأسهن حقيقة أن أحد الأخوات كانت خطيبة لأحد الكورياتي والأخرى كانت أخت للكورياتي وزوجة لأحد الهوراس، وعند هزيمة الكورياتي عاد الهوراس المتبقي  إلى المنزل ليجد أخته تلعن روما لتسببها بمقتل خطيبها، فقتلها خوفًا من أن تحل اللعنة على روما، كان ديفيد في الأصل ينوي تصوير هذه الحادثة بلوحة تظهر هوراشيوس الناجي رافعًا سيفه وأخته جثة هامدة، ولكن قرر لاحقًا أن الموضوع كان وسيلة مروعة جدًا لإيصال الرسالة حول الواجب العام بالتخلص من المشاعر الشخصية، ولكن كانت لوحته الأساسية اللاحقة «الليكتور يعيدون لبروتوس جثث أبنائه» تصور مشهدًا مقاربًا -لوسيوس جونيوس بروتوس جالسًا مفكرًا في حين إعادة جثث أبنائه الذين أمر بإعدامهم بتهمة الخيانة إلى المنزل- وأصبح موضوع مأساة بروتوس التي كتبها فولتير مألوفًة دى الفرنسيين.
تظهر اللوحة الإخوة الثلاثة إلى اليسار وألاب الهوراسي في المنتصف والنساء الثلاثة مع الطفلان إلى اليمين، تم تصوير الإخوة هوراس يحلفون على سيوفهم وهم يتلون قسمهم، ولا يظهر هؤلاء الرجال أي شعور بالعاطفة، حتى الأب الذي يرفع ثلاثة سيوف يظهر بلا عواطف، وعلى اليمين تبكي النساء الثلاثة، واحدة في الخلف واثنتان على مقربة، المرأة التي ترتدي الأبيض هي من الهوراس فتبكي لأجل خطيبها الكورياتي ولشقيقها، والأخرى التي ترتدي البني هي من الكورياتي فتبكي لأجل زوجها من الهوراس ولشقيقها، والمرأة في الخلف مرتديةً الأسود تحتضن الطفلان فأحدهما طفل لذكر من الهوراس وزوجته الكورياتيه، تخفي الأخت الصغرى وجهها في رداء مربيتها في حين أن الابن يرفض الإشاحة بنظره، وفقا لتوماس لو كلير:

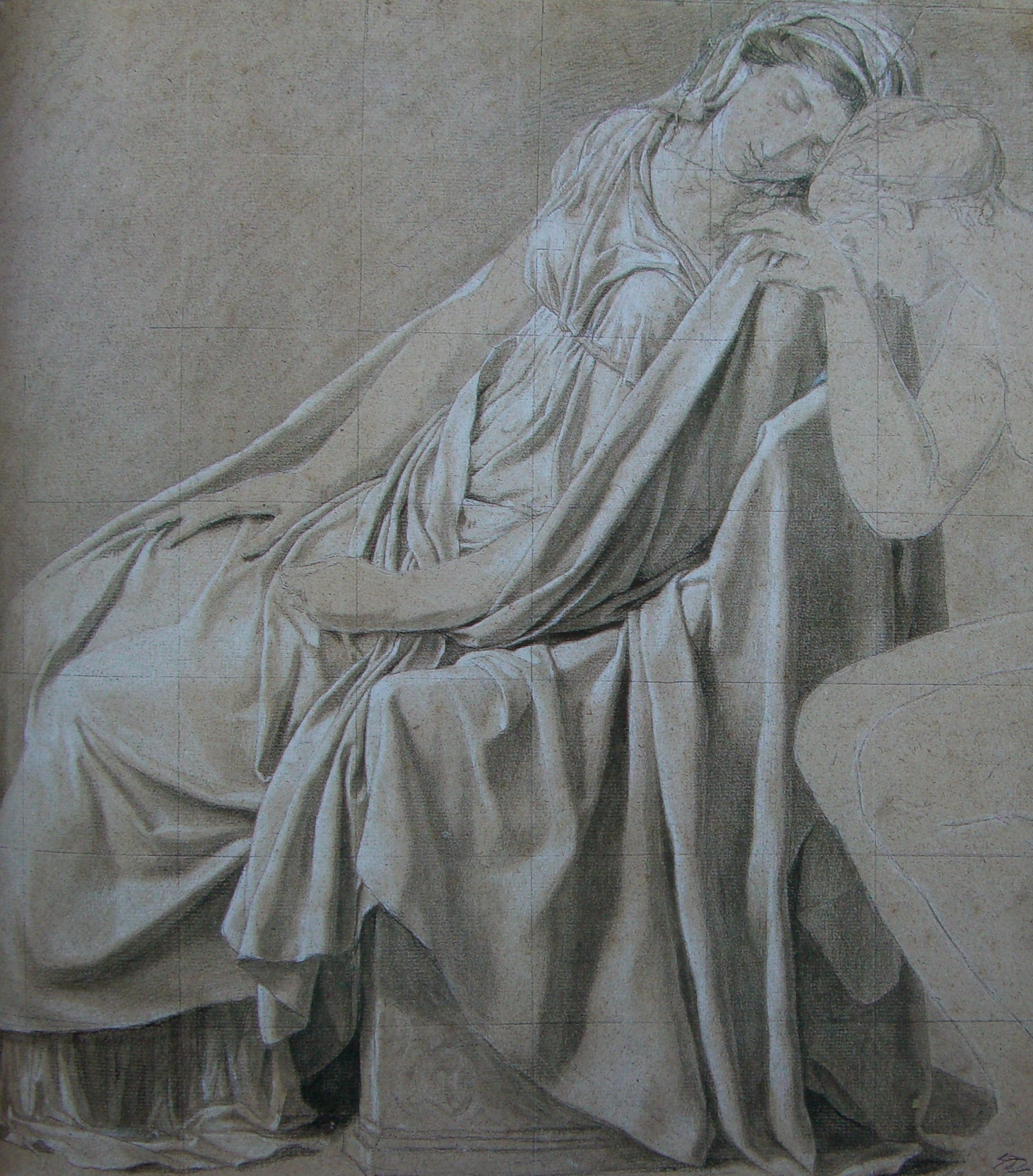
دراسة لكاميلا بالطباشير السوداء وإضاءة بيضاء

تشغل هذه اللوحة مكانةً مهمة جدًا في جوهر عمل ديفيد وفي تاريخ الرسم الفرنسي، تم أخذ القصة من ليفي، ونحن في فترة الحروب بين روما وألبا في عام 669 قبل الميلاد، قد تقرر أن الخلاف بين المدينتين يجب تسويته بشكل غير اعتيادي للقتال بين مجموعتين مكونتان من ثلاثة أبطال، المجموعتان هما ثلاثة إخوة هوراسيين وثلاثة إخوة كورياتيين، وتكمن المأساة في حقيقة أن واحدة من الأخوات الكورياتي تدعى سابينا متزوجة من أحد الهوراس، وفي حين أن واحدة من الأخوات الهوراس تدعى كاميلا مخطوبة لأحد الكورياتي، بالرغم من الروابط بين العائلتان يحث الأب الهوراسي أبنائه على القتال ضد الكورياتي فأطاعوه بغض النظر عن نحيب النساء.

## الوسائل التكوينية

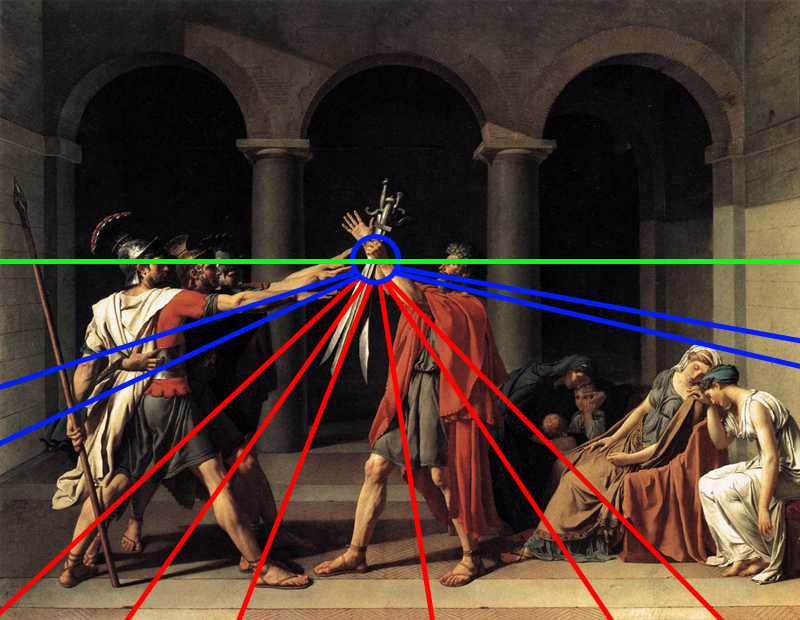
تخطيط يوضح تقارب العديد من العناصر التكوين عند النقطة المركزية

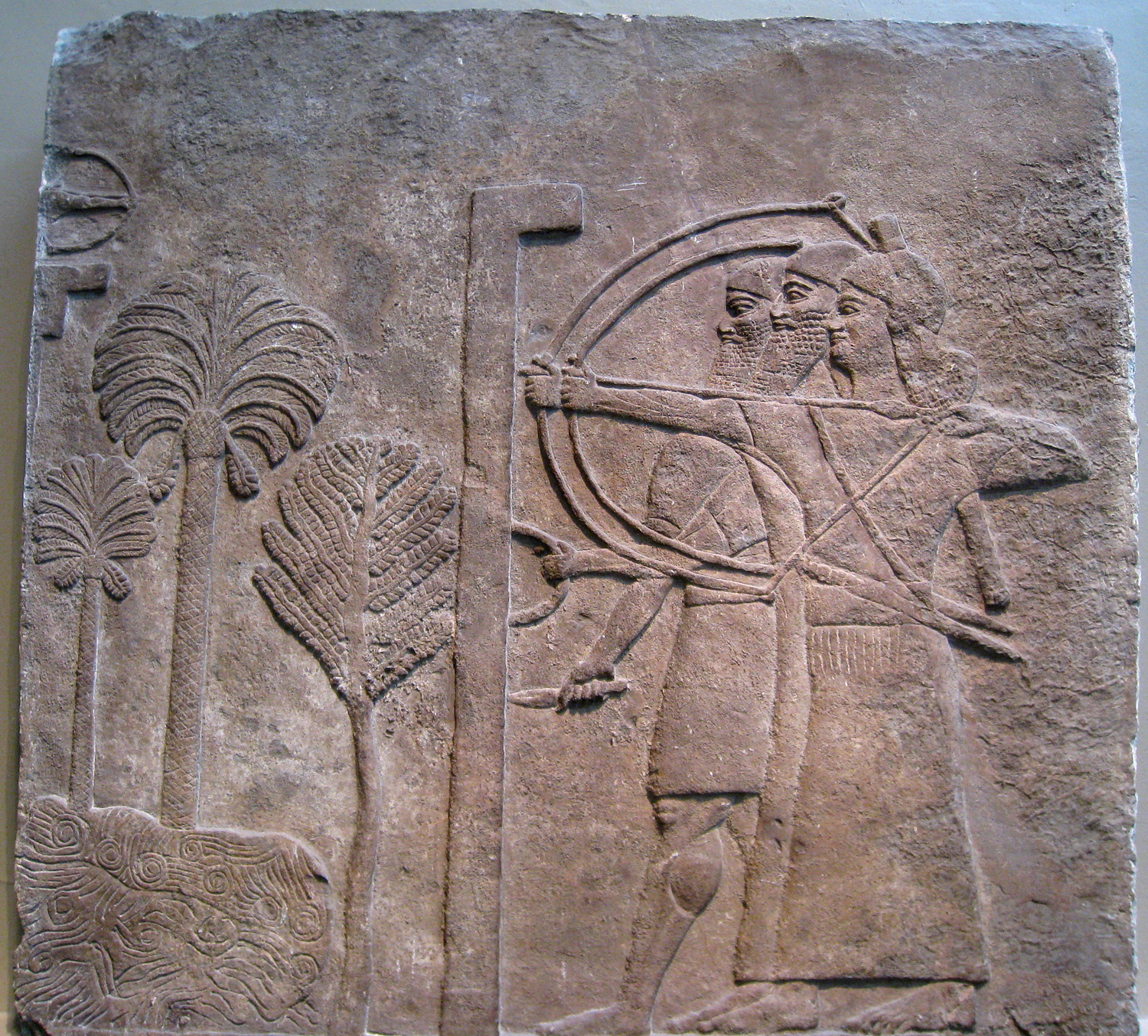
رماة آشوريون، من إغاثة حوالي 728 قبل الميلاد، المتحف البريطاني

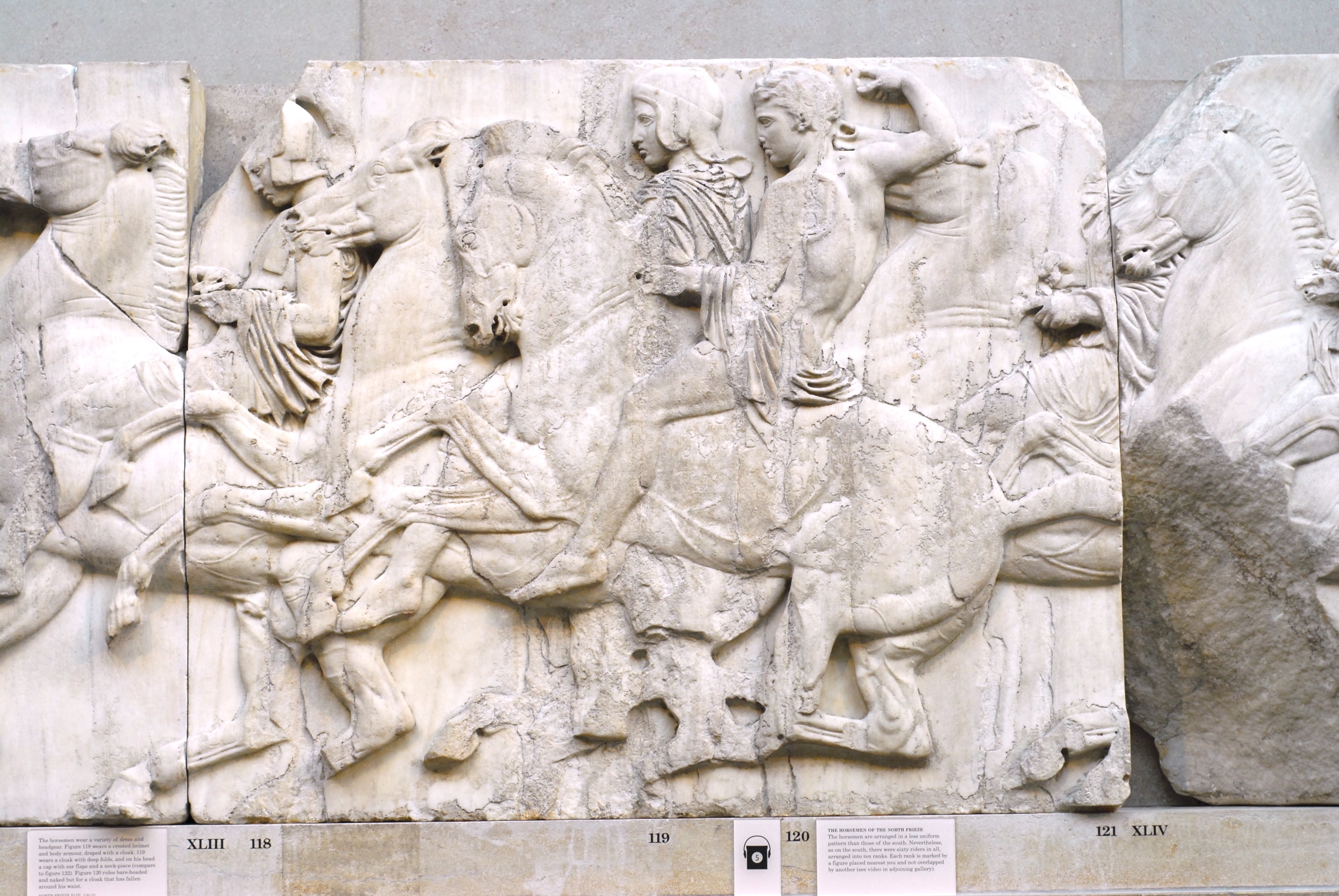
تداخل الركاب في تصوير جانبي، من بارثينون فريز

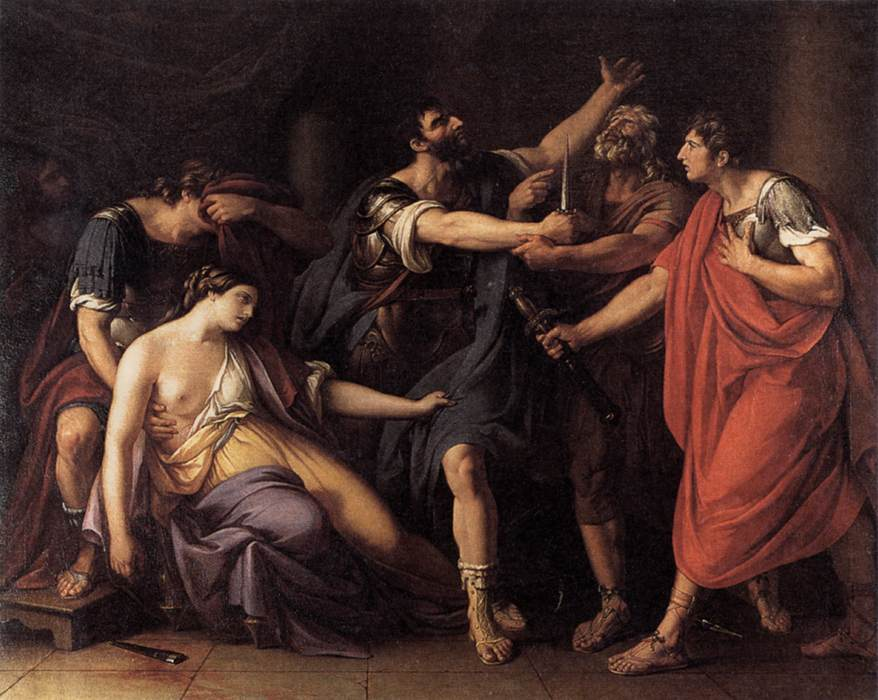
غافن هاميلتون، قسم بروتوس، 1763-1764

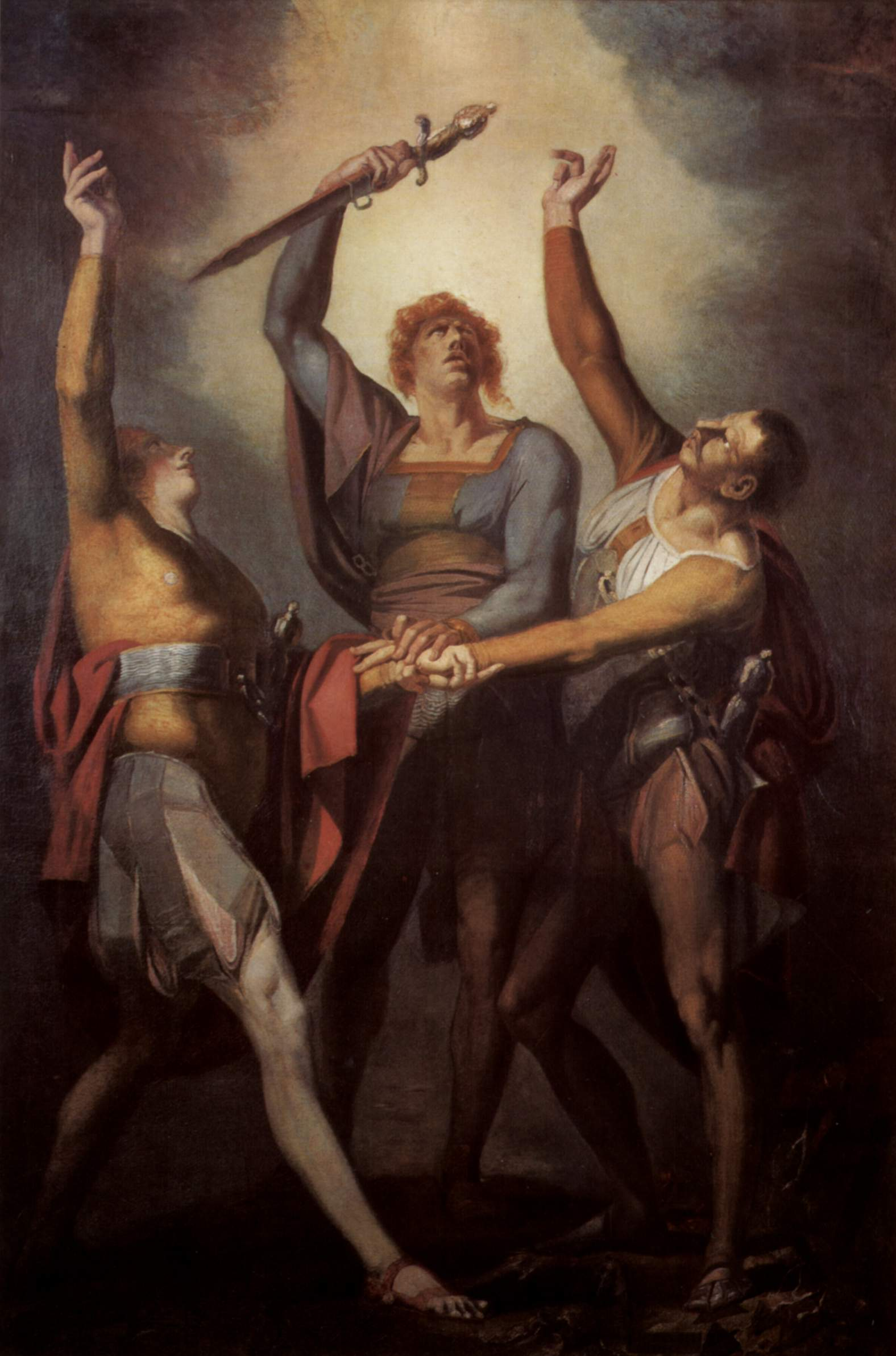
يوهان هاينريش فوسلي، غوتليشور، قسم من التاريخ السويسري في العصور الوسطى، 1780

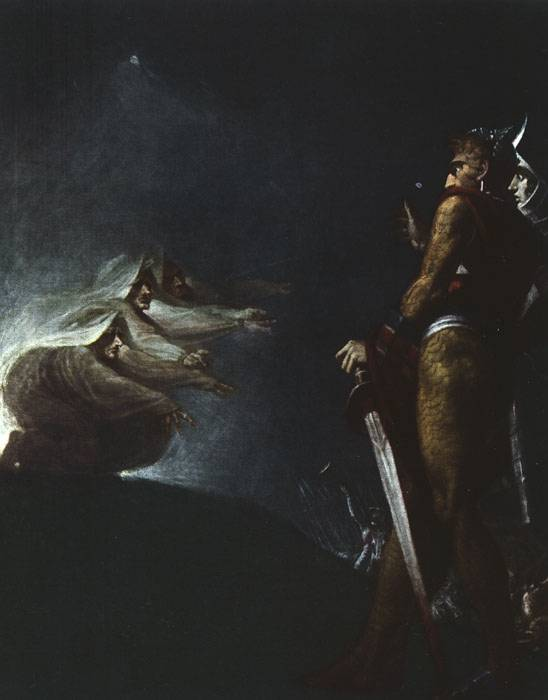
يوهان هاينريش فوسلي، ماكبث وبانكو مع السحرة، 1793–64

الثالث عشر من مايو من فرانسيسكو دي غويا، باستخدام مختلف تمامًا لصف من الرجال في التصوير الجانبي، 1814.

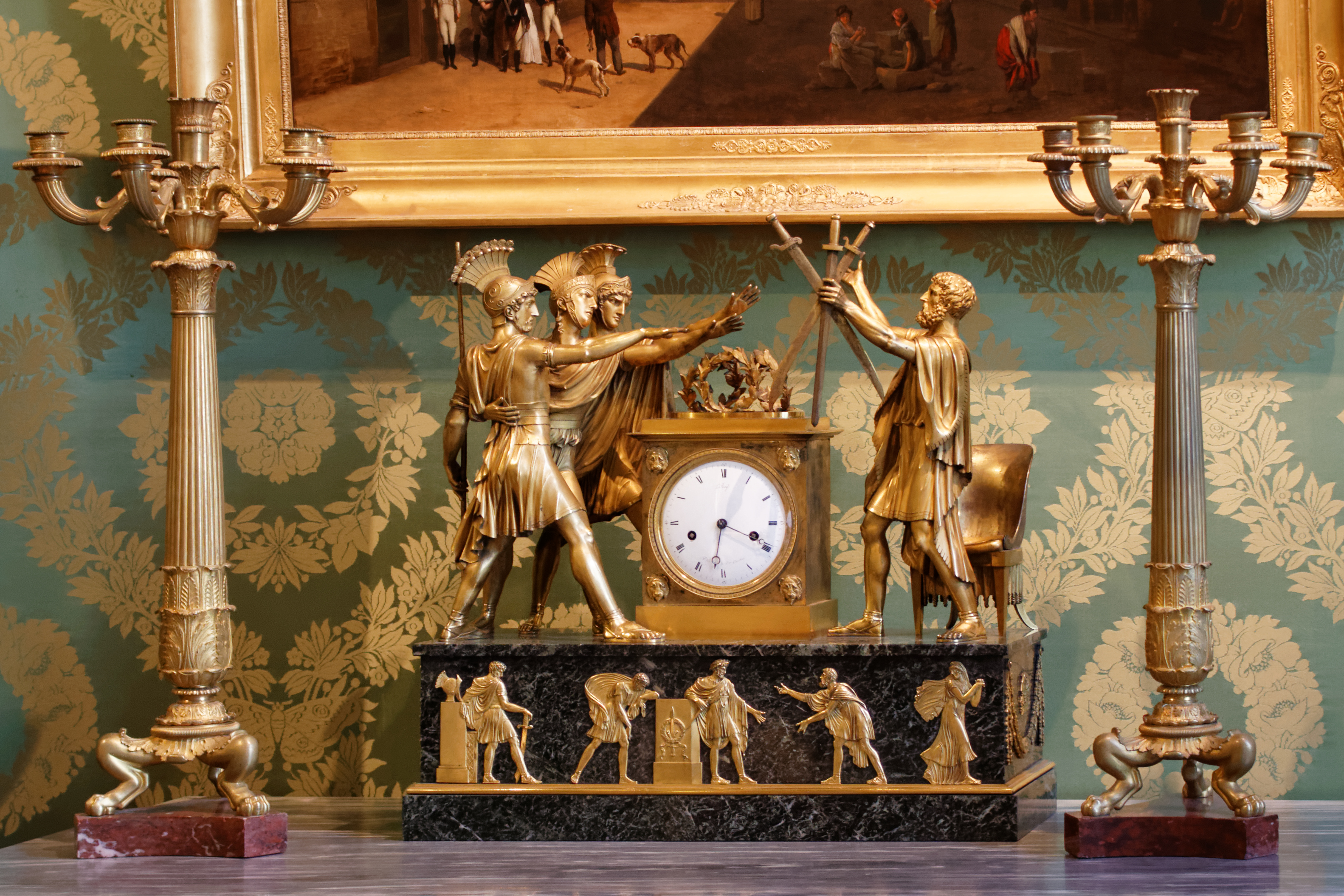
نسخة ساعة مانتل، متحف كارنافاليت، باريس

تظهر هذه اللوحة الأسلوب الكلاسيكي الجديد فهي تطبق عدة تقنيات نموذجية له:
لم يتم التأكيد على الخلفية بعكس الشخصيات في المقدمة.
المراتب المتداخلة من الشخصيات البارزة تعتبر فكرة شائعة في الفن الكلاسيكي وفنون الشرق الأدنى القديمة الأخرى.
وُضعت نقطة المنتصف لليد التي تحمل السيوف أمام نقطة التلاشي لتخطيط المنظور والتي تم تأكيدها عن طريق الخطوط المستقيمة لحواف طوب الجدار وألواح الأرضية للوضع المعماري المؤدي له (انظر للتخطيط).
استخدام الألوان الباهتة لإظهار أن القصة خلف اللوحة أهم من اللوحة نفسها.
الصورة مرتبة وتصور رمزية الرقم ثلاثة ورمزية اللحظة نفسها.
التركيز على التفاصيل الواضحة والصعبة وقلة استعمال ضربات الفرشاة المتموجة التي تم تفضيلها في فن الروكوكو.
ضربات الفرشاة خفية فلم تكن تقنية الرسام ملهية عن الموضوع.
تم تصوير الرجال بخطوط مستقيمة تعكس الأعمدة في الخلفية بحيث يدل ذلك على الصلابة والقوة بينما النساء منحنيات مثل الأقواس التي تحملها الأعمدة.
استخدام الخطوط المستقيمة لتصوير القوة يظهر أيضا في السيوف حيث إن اثنان منها منحنيان والآخر مستقيم، ولربما يكون ذلك لينذر بنجاة أخ واحد فقط من المعركة.
جودة اللوحة الجامدة كانت مقصودة للتأكيد على العقلانية على عكس أسلوب الروكوكو.

وهذا يصور قصة ترفع الشأن الأخلاقي وتعزز الواجب المدني فوق الشخصي وتعكس قيم عصر التنوير والمثالية الكلاسيكية الجديدة.

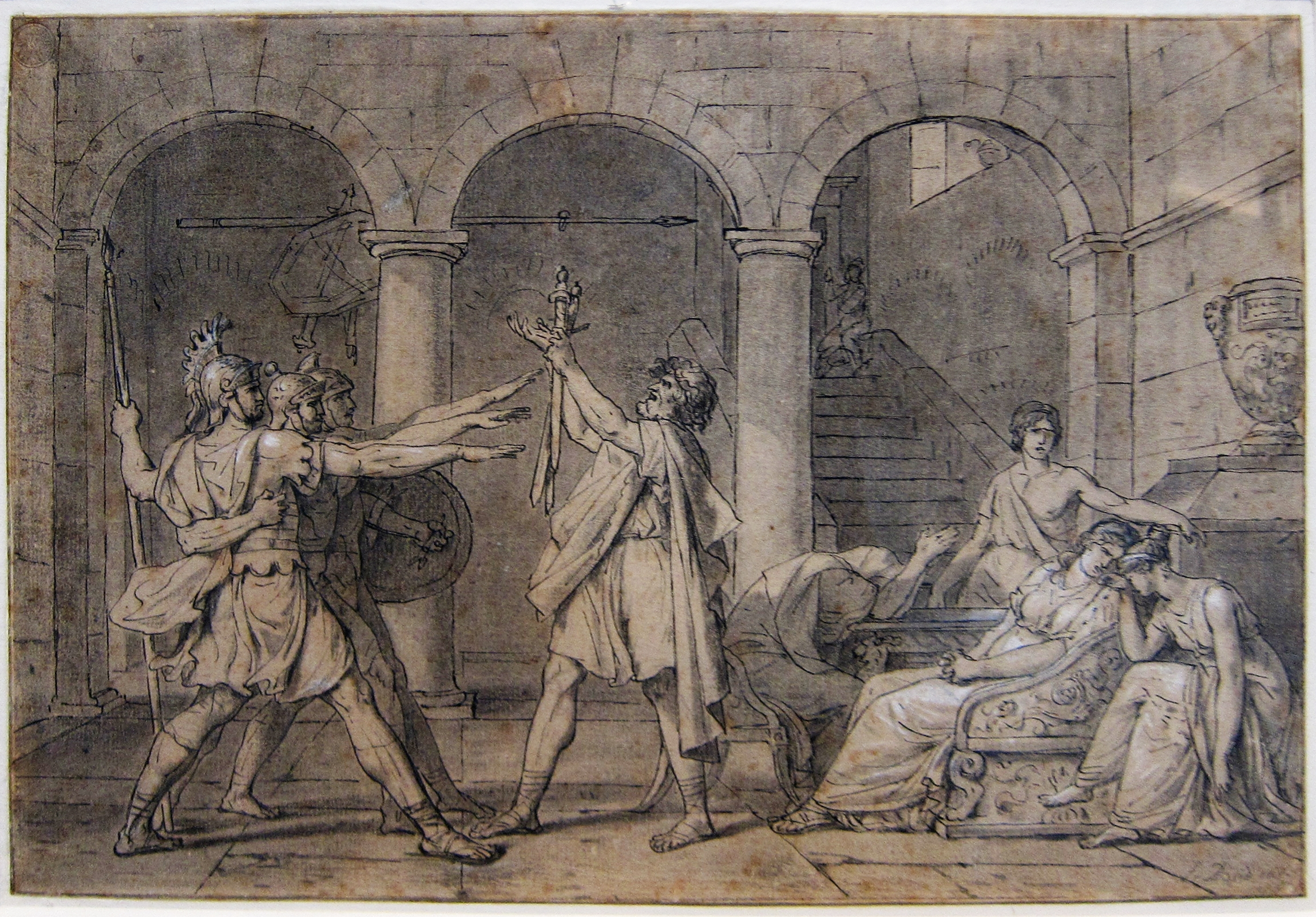
دراسة من ديفيد، رسم

## الاستقبال
عندما ذهب الملوك ورجال الكنيسة والأرستقراطيون لرؤية اللوحة مدحوها حتى أن البابا أبدى رغبته في رؤيتها، عُرضت اللوحة في صالون عام 1785م ولكن تم تسليمها بوقت متأخر فأستغل أعداء ديفيد في الأكاديمية التأخير ليعرضوا اللوحة في مكان سيء في المعرض، أجبر عدم رضى الجمهور بظروف عرض اللوحة السيئة المعرض بنقلها إلى مكان أكثر بروزًا، أبقى ديفيد على قسم الإخوة هوراس في المعرض لمدة أطول من المتوقع ليسمح بالصحفيين أن يكتبوا عن جميع اللوحات المعروضة وليس لوحته فقط (بحاجة لذكر المرجع).

## روابط خارجية
وسائل الإعلام المتعلقة بقسم الاخوة هوراس بقلم جاك لويس ديفيد في ويكيميديا كومنز
| فيديو خارجي لوحة ديفيد "قسم الاخوة هوراس"، Smarthistory في أكاديمية خان. |
| ------------------------------------------------------------------------ |